# Модницы
«Модницы» (англ. The Fashionistas) — американский порнофильм 2002 года режиссёра Джона Стальяно и производства Evil Angel Productions. Снят на 35-миллиметровой плёнке, это было высокобюджетное производство (с бюджетом около 500 000 долларов), длиной более четырёх с половиной часов. Фильм имел коммерческий успех, было продано более 100 000 копий только в первый месяц его выпуска. В 2003 году он установил рекорд как получивший самое большое количество номинаций на премию AVN за одну работу — 22 номинации.
В фильме состоялся американский дебют Мануэля Феррары. У фильма было два сиквела: Fashionistas Safado: The Challenge (2006) и Fashionistas Safado: Berlin (2007), оба режиссировал также Стальяно. Сиффреди, Белладонна и Феррара снялись в тех же ролях, также участвовали Кацуни и Начо Видаль.

## Сюжет
The Fashionistas — это многообещающая группа фетиш-дизайнеров во главе с Хеленой (Тейлор Сент-Клэр), базирующаяся в фэшн-районе Лос-Анджелеса. Группа пытается заключить сделку с итальянским фетиш-дизайнером Антонио (Рокко Сиффреди). Антонио, который недавно развелся на фоне широко освещенных слухов о внебрачных связях, прибывает в Лос-Анджелес. Чтобы привлечь внимание Антонио, Fashionistas срывают его показ мод. Хелена хочет, чтобы Антонио поверил, что она является творческой силой, стоящей за Fashionistas, хотя на самом деле это Джесси (Белладонна), её помощница. Джесси также участвует в трёхсторонних отношениях с Еленой и Антонио.

## Награды и номинации
| Год  | Церемония    | Результат | Номинация                                            | Получатель                                             |
| ---- | ------------ | --------- | ---------------------------------------------------- | ------------------------------------------------------ |
| 2003 | AFW Award    | Победа    | Лучший фильм                                         | н/д                                                    |
| 2003 | AFW Award    | Победа    | Лучший режиссёр — фильм                              | Джон Стаглиано                                         |
| 2003 | AFW Award    | Победа    | Лучшая актриса — фильм                               | Тейлор Сент-Клэр                                       |
| 2003 | AFW Award    | Победа    | Лучшая актриса второго плана — фильм                 | Белладонна                                             |
| 2003 | AFW Award    | Победа    | Лучшая сцена секса — фильм                           | Тейлор Сент-Клэр и Рокко Сиффреди                      |
| 2003 | AFW Award    | Победа    | Лучшая сцена секса с участием только девушек — фильм | Белладонна и Тейлор Сент-Клэр                          |
| 2003 | AFW Award    | Победа    | Лучшая сцена анального секса — фильм                 | Кейт Фрост и Рокко Сиффреди                            |
| 2003 | AFW Award    | Победа    | Лучшая сцена группового секса                        | н/д                                                    |
| 2003 | AVN Award    | Победа    | Лучший фильм                                         | н/д                                                    |
| 2003 | AVN Award    | Победа    | Лучший режиссёр — фильм                              | Джон Стаглиано                                         |
| 2003 | AVN Award    | Номинация | Лучший актёр — фильм                                 | Рокко Сиффреди                                         |
| 2003 | AVN Award    | Победа    | Лучшая актриса — фильм                               | Тейлор Сент-Клэр                                       |
| 2003 | AVN Award    | Номинация | Лучший актёр второго плана — фильм                   | Мануэль Феррара                                        |
| 2003 | AVN Award    | Победа    | Лучшая актриса второго плана — фильм                 | Белладонна                                             |
| 2003 | AVN Award    | Номинация | Лучшая актриса второго плана — фильм                 | Кэролайн Пирс                                          |
| 2003 | AVN Award    | Победа    | Best Tease Performance                               | Белладонна                                             |
| 2003 | AVN Award    | Номинация | Best Tease Performance                               | Chelsea Blue, Gia, и Тейлор Сент-Клэр                  |
| 2003 | AVN Award    | Номинация | Best Box Cover Concept                               | н/д                                                    |
| 2003 | AVN Award    | Победа    | Лучшая сцена секса с участием только девушек — фильм | Белладонна и Тейлор Сент-Клэр                          |
| 2003 | AVN Award    | Победа    | Лучшая сцена анального секса — фильм                 | Kate Frost и Рокко Сиффреди                            |
| 2003 | AVN Award    | Победа    | Лучшая сцена орального секса — фильм                 | Белладонна и Рокко Сиффреди                            |
| 2003 | AVN Award    | Номинация | Лучшая сцена орального секса — фильм                 | Белладонна, Mark Ashley и Billy Glide                  |
| 2003 | AVN Award    | Номинация | Лучшая парная сцена секса — фильм                    | Кэролайн Пирс и Мануэль Феррара                        |
| 2003 | AVN Award    | Номинация | Лучшая парная сцена секса — фильм                    | Тейлор Сент-Клэр и Рокко Сиффреди                      |
| 2003 | AVN Award    | Победа    | Лучшая групповая сцена секса — фильм                 | Фрайди, Тейлор Сент-Клэр, Шэрон Уайлд и Рокко Сиффреди |
| 2003 | AVN Award    | Номинация | Лучший сценарий — фильм                              | Джон Стаглиано                                         |
| 2003 | AVN Award    | Номинация | Лучший арт-директор — фильм                          | Jim Malibu                                             |
| 2003 | AVN Award    | Номинация | Лучшая кинематография                                | Джон Стаглиано                                         |
| 2003 | AVN Award    | Победа    | Best Editing - Film                                  | Тришия Деверо и Джон Стаглиано                         |
| 2003 | AVN Award    | Номинация | Лучшая музыка                                        | John Further, Javier, Mistress Minx и DJ Uneasy        |
| 2003 | Ninfa Award  | Номинация | Best Anal Sequence                                   | н/д                                                    |
| 2003 | Ninfa Award  | Номинация | Best Sex Sequence                                    | н/д                                                    |
| 2003 | Ninfa Award  | Номинация | Best Script                                          | н/д                                                    |
| 2003 | Ninfa Award  | Победа    | Best Cinematographic Values                          | н/д                                                    |
| 2003 | Ninfa Award  | Номинация | Лучший актёр                                         | Рокко Сиффреди                                         |
| 2003 | Ninfa Award  | Победа    | Лучшая актриса                                       | Белладонна                                             |
| 2003 | Ninfa Award  | Номинация | Лучший режиссёр                                      | Джон Стаглиано                                         |
| 2003 | Ninfa Award  | Номинация | Лучший фильм                                         | Джон Стаглиано                                         |
| 2003 | XRCO Award   | Победа    | Лучшая сцена группового секса                        | Friday, Тейлор Сент-Клэр, Sharon Wild и Рокко Сиффреди |
| 2003 | XRCO Award   | Победа    | Лучший актёр                                         | Рокко Сиффреди                                         |
| 2003 | XRCO Award   | Победа    | Лучшая актриса                                       | Белладонна                                             |
| 2003 | XRCO Award   | Победа    | Лучшая девушка-девушка сексуальная сцена             | Белладонна и Тейлор Сент-Клэр                          |
| 2003 | XRCO Award   | Победа    | Лучшая М/Ж сексуальная сцена                         | Тейлор Сент-Клэр и Рокко Сиффреди                      |
| 2003 | XRCO Award   | Победа    | Фильм года                                           | н/д                                                    |
| 2003 | XRCO Award   | Номинация | Сольное исполнение, актриса                          | Тейлор Сент-Клэр                                       |
| 2003 | XRCO Award   | Номинация | Сексуальная сцена года                               | Белладонна и Рокко Сиффреди                            |
| 2004 | AFW Award    | Победа    | Лучший DVD                                           | н/д                                                    |
| 2004 | AVN Award    | Победа    | Лучший DVD                                           | н/д                                                    |
| 2004 | AVN Award    | Победа    | Best Renting Title of the Year                       | н/д                                                    |
| 2004 | AVN Award    | Номинация | Best DVD Extras                                      | н/д                                                    |
| 2004 | AVN Award    | Номинация | Best DVD Menus                                       | н/д                                                    |
| 2004 | AVN Award    | Номинация | Best DVD Packaging                                   | н/д                                                    |
| 2004 | Empire Award | Победа    | Best Overall DVD                                     | н/д                                                    |
| 2004 | Empire Award | Победа    | Best Feature DVD                                     | н/д                                                    |
| 2004 | Empire Award | Победа    | Best DVD Audio Quality                               | н/д                                                    |
| 2004 | XRCO Award   | Победа    | Лучший DVD                                           | н/д                                                    |
| 2013 | XRCO Award   | Победа    | XRCO Hall of Fame                                    | н/д                                                    |

## Живое шоу
Также существовало основанное на фильме театральное танцевальное шоу под названием The Fashionistas Live Show в ночном клубе Krave в The Aladdin в Лас-Вегасе. Шоу проходило с 12 октября 2004 года по 28 февраля 2008 года и в 2006 году выиграло награду «AVN Special Achievement Award».

## Другое
- Фильм получил в общей сложности 18 наград и стал одним из самых успешных фильмов в истории порно.
- Бюджет фильма составил $ 500 000, фильм занимает № 5 в «Топ-10 высокобюджетного порно» на AskMen.com[21]

## Сиквелы
- Fashionistas Safado: The Challenge (2006)
- Fashionistas Safado: Berlin (2007)